# Huelgas de hambre de comuneros mapuches de 2010 y 2011

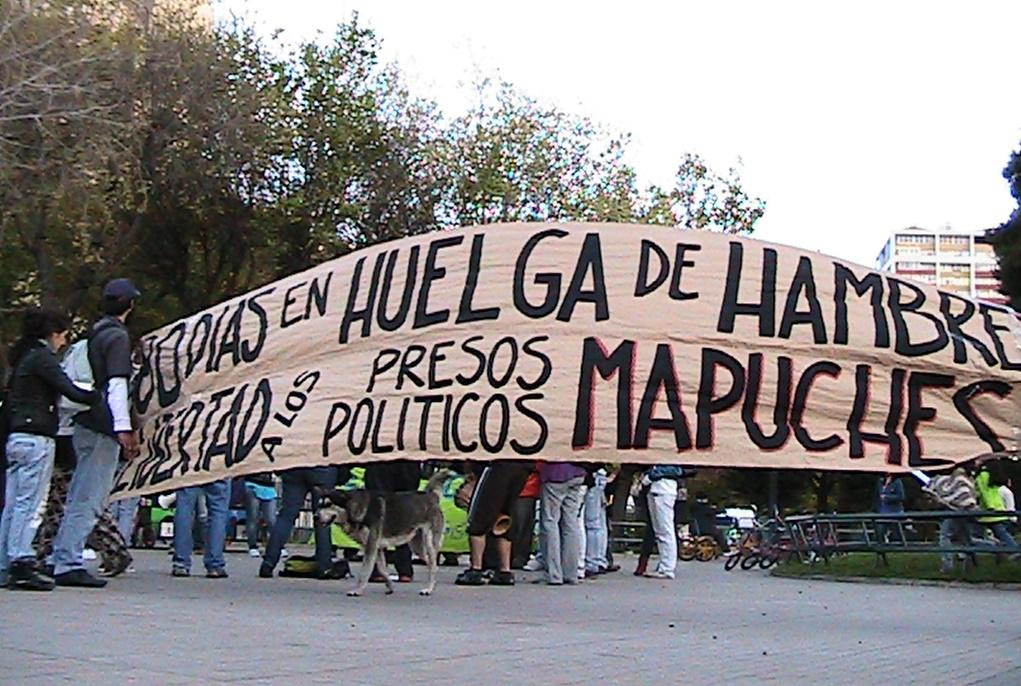
Manifestación a favor de los comuneros mapuches en huelga realizada por estudiantes de Valparaíso.

Entre 2010 y 2011 se produjeron una serie de huelgas de hambre de comuneros mapuches presos en cárceles chilenas, para protestar contra las condiciones en que se llevaban los procesos judiciales en su contra, principalmente por la aplicación de la ley antiterrorista, y por los dobles enjuiciamientos a los que se veían sometidos, pues por los mismos hechos se llevaban procesos paralelos en la Justicia ordinaria y en la Justicia Militar.
Las huelgas comenzaron el 12 de julio de 2010, con un grupo de comuneros mapuches que se encontraban en prisión preventiva, algunos por más de un año y medio, todos acusados de infringir la legislación antiterrorista. En un comienzo los huelguistas sumaban 23 personas, aunque con el paso de los días llegaron a ser 34. Tras 82 días, 23 comuneros mapuches de Concepción, Lebu y Temuco llegaron a acuerdo con el Gobierno y finalizaron la huelga de hambre, según lo comunicó el arzobispo de Concepción, monseñor Ricardo Ezzati, la noche del 1 de octubre de 2010. 10 de los 11 huelguistas de Angol decidieron continuar la huelga. El 8 de octubre la mayoría de ellos decide terminar la huelga, tras llegar a un nuevo acuerdo con el gobierno. Finalmente, el 12 de octubre de 2010 el menor de edad Luis Marileo, quien era el último mapuche en la huelga, depone la medida de presión.
El 15 de marzo de 2011 Héctor Llaitul, José Huenuche, Ramón Llanquileo y Jonathan Huillical retomaron la huelga de hambre. Los cuatro suman condenas de 85 años de presidio, en parte por crímenes por los que fueron absueltos por la Justicia militar chilena. El 9 de julio de 2011 depusieron la huelga, tras 87 días sin ingerir alimentos.

## Antecedentes

### Conflicto mapuche
En la década de 1990, luego del retorno a la democracia, hubo un resurgimiento de las demandas de las comunidades mapuches por autonomía y la recuperación de tierras. Las demandas son principalmente a través de tomas de predios reivindicados e intimidando a propietarios y personal de tales predios preferentemente con ataques incendiarios y armados. Es un fenómeno principalmente de Chile, aunque también de Argentina. Sus demandas giran alrededor de tres ejes: la autonomía jurisdiccional (derecho propio), la devolución de tierras, pretensiones económicas y la identidad cultural.

### Aplicación de la ley antiterrorista
La legislación antiterrorista chilena fue introducida durante la dictadura militar del General Augusto Pinochet, con la ley n.º 18.314 de 1984, como un arma jurídica para contrarrestar la creciente oposición violenta y no violenta que encontraba el régimen. La ley fue modificada en 1991, después del regreso a la democracia, durante el gobierno de Patricio Aylwin. En su versión original, los delitos terroristas eran esencialmente de carácter político e ideológico; tras las modificaciones introducidas se definieron como aquellos cometidos para  Que el delito se cometa con la finalidad de producir en la población o en una parte de ella el temor justificado de ser víctima de delitos de la misma especie, sea por la naturaleza y efectos de los medios empleados, sea por la evidencia de que obedece a un plan premeditado de atentar contra una categoría o grupo determinado de personas. Las modificaciones introdujeron el delito de incendio y estragos, que es el que se ha aplicado de manera más común a los mapuches detenidos, incluyendo sus formas menos graves, como la quema de edificaciones desocupadas y bosques, mieses, pastos, monte, cierros o plantíos.
Desde el retorno a la democracia la legislación antiterrorista no ha sido usada de manera constante. En el gobierno de Patricio Aylwin fue invocada 3 veces, todas por hechos de violencia política. Después, en el gobierno de Ricardo Lagos esta fue invocada 11 veces, 10 de las cuales estaban relacionadas con las demandas sociales del pueblo mapuche.
Según el informe de 2004 Indebido Proceso. Los juicios antiterroristas, los tribunales militares y los mapuches en el sur de Chile de la ONG Human Rights Watch los mapuches (incluso menores de edad) acusados de terrorismo se enfrentan a juicios desiguales por delitos que no constituyen un peligro directo para la vida, la libertad ni la integridad física de las personas. La aplicación de procedimientos excepcionales establecidos en la ley antiterrorista para confrontar casos de violencia extrema es totalmente injustificado si se trata de juzgar delitos mayoritariamente contra la propiedad de los que se acusa a los mapuches.

## Desarrollo

### Demandas
Las demandas principales de los comuneros mapuches son:
- La no aplicación de la Ley N°18.314 sobre conductas terroristas en los juicios su contra.[15][16]
  - Aunque en las condenas de Llaitul, Huenuche, Llanquileo y Huillical no invocan la ley antiterrorista, la fiscalía se valió herramientas propias de esa ley durante el juicio, como el uso de "testigos sin rostro", testimonios de oídas, prohibición de contra interrogatorio a testigos, ampliación de prisión preventiva, entre otros.[17]
- Poner fin al doble procesamiento de los comuneros, en la justicia civil y militar, lo que vulnera el principio legal non bis in idem.[15][16]
- La desmilitarización de las comunidades mapuches.[16]
- La libertad de todos los presos políticos mapuches,[16] y el reconocimiento de su calidad de tales.[15]

### Cronología

#### Primera huelga (2010)

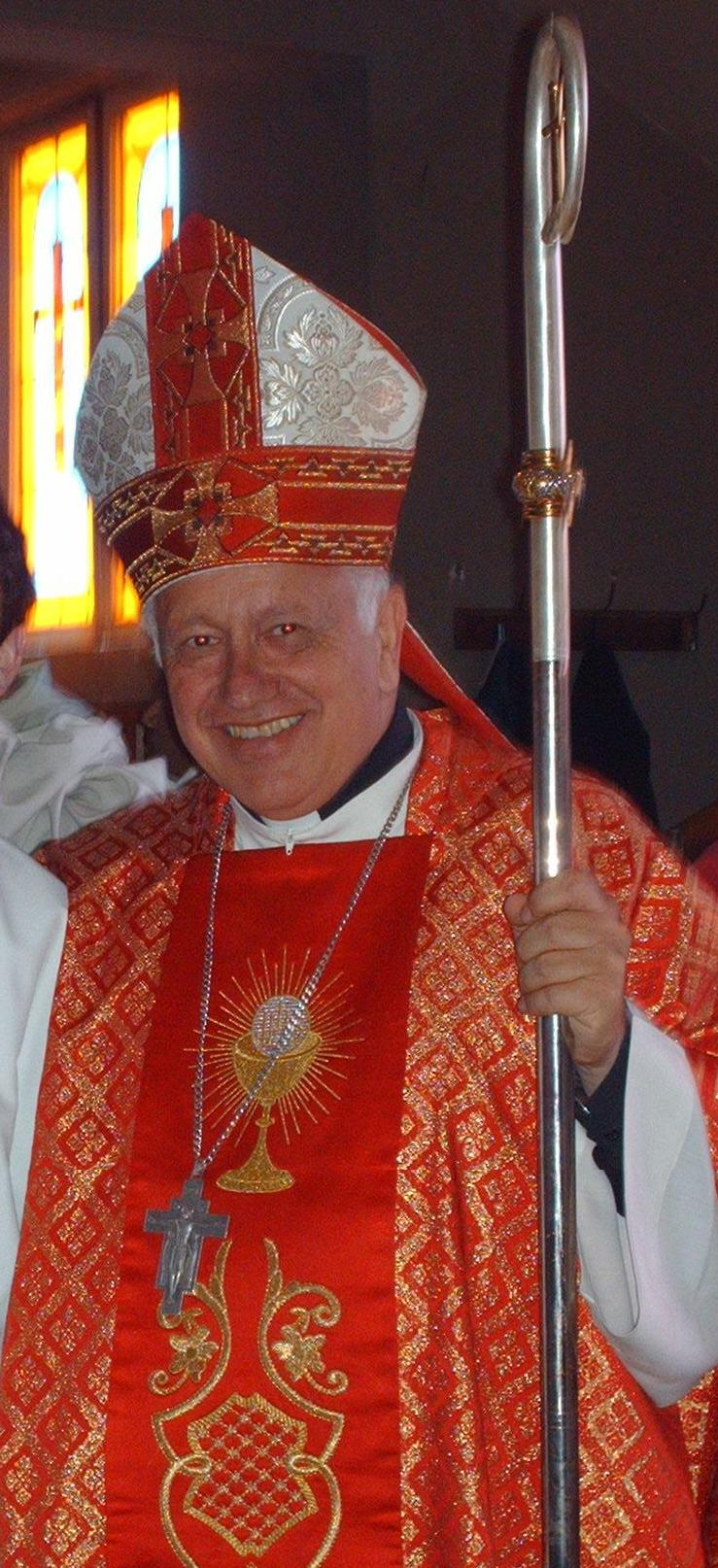
Monseñor Ricardo Ezzati, arzobispo de Concepción y mediador entre el Gobierno y los comuneros mapuches.

- 12 de julio: 23 comuneros mapuches deciden iniciar huelga de hambre.[2]
- 26 de julio: se suman 9 comuneros a la huelga, que se encontraban detenidos en la cárcel de Angol.[18]
- 21 de agosto: Monseñor Ricardo Ezzati se reúne por primera vez con los comuneros mapuches.
- 23 de agosto: un fallo de la Corte de Apelaciones de Concepción autoriza a Gendarmería de Chile a alimentar forzosamente a los comuneros.[19]
- 14 de septiembre: Monseñor Ezzati acepta ser mediador entre el Gobierno y los comuneros mapuches.[20]
- 17 de septiembre: en la ceremonia del izamiento de la "Bandera del Bicentenario" en Santiago, el presidente Sebastián Piñera anuncia el establecimiento de una mesa de diálogo respecto al conflicto mapuche.[21]
- 21 de septiembre: los comuneros rechazan las condiciones de la mesa de diálogo.[22]
- 23 de septiembre: el huelguista Eduardo Painemil fue operado de urgencia de apendicitis.[23] Representantes de la Alianza Territorial Mapuche se tomaron las oficinas de la Comisión Económica para América Latina y el Caribe (CEPAL) en Santiago, para mostrar su preocupación por la situación de los huelguistas.[24]
- 24 de septiembre: el gobierno se reúne por primera vez con los representantes de los ayunantes. Natividad Llanquileo, portavoz de los comuneros, aseguró que en la reunión no hubo negociaciones.[25] La Corte Suprema confirma el fallo de la Corte de Apelaciones de Concepción.[26]
- 27 de septiembre: los comuneros rechazan la propuesta inicial del Gobierno y postergan el diálogo. Esta incluía retirar las querellas que patrocina el Ejecutivo invocando la ley antiterrorista.[27]
- 28 de septiembre: Monseñor Ezzati declara que su tarea terminó, y abandona la mesa de diálogo.[28]
- 1 de octubre: 22 comuneros de Concepción deponen la huelga tras 82 días, tras el compromiso del Gobierno de desistirse de todas las causas relacionadas con la ley antiterrorista, y con la reforma de esta.[4]
- 2 de octubre: 10 de los 11 huelguistas de la cárcel de Angol deciden continuar la huelga. Sus voceros declaran que el acuerdo ofrecido por el gobierno no impide que la Fiscalía siga invocando la ley antiterrorista en casos futuros.[5] Los representantes de la Alianza Territorial Mapuche deciden deponer la toma de las oficinas de la CEPAL.[29]
- 9 de octubre: La mayoría de los huelguistas de Angol y los que se encontraban hospitalizados en Victoria, depone las medidas de presión.[6]
- 12 de octubre: Luis Marileo, es el último de los presos mapuches en deponer la huelga de hambre, tras 41 días. El menor de edad estaba acusado por la Ley Antiterrorista y permanecía encarcelado en el Centro de Internación Provisoria de Chol-Chol. Esperaba solución de sus demandas específicas por el sename.[7]

#### Condenas y absoluciones
En febrero de 2011 el Tribunal Oral de Cañete absolvió a los 17 presos mapuches acusados de cargos de Incendios Terroristas y Asociación Ilícita, por los cuales la fiscalía se valió en su acusación de testigos sin rostro. Sin embargo, 4 de ellos fueron encontrados culpables de Robo con Intimidación, Atentado a la Autoridad y Homicidio Frustrado, por el ataque al fiscal Mario Elgueta ocurrido en octubre del 2008.
Las condenas fueron decididas en marzo de 2011, y llegaron a 25 años de presidio para Héctor Llaitul (15 años por el ataque al fiscal Elgueta, y 10 años por robo con intimidación contra el agricultor José Santos Jorquera), mientras que Ramón Llanquileo, José Huenuche y Jonathan Huillical fueron condenados a 20 años de presidio cada uno (10 años por el ataque al fiscal y 10 años por robo con intimidación).
En el proceso paralelo llevado por la Justicia Militar por el ataque al fiscal Elgueta, los acusados Llaitul, Llanquileo, Huenuche y Huillical fueron absueltos de los cargos, sentencia que fue ratificada por la Corte de Apelaciones de Concepción en mayo de 2011.

#### Segunda huelga (2011)
- 15 de marzo: Héctor Llaitul, José Huenuche, Ramón Llanquileo y Jonathan Huillical retomaron la huelga de hambre.[8]

- 27 de mayo: los comuneros Llanquileo, y Huenuche son internados en un hospital, tras 73 días de huelga.[32]

- 6 de junio: los 4 comuneros Mapuche, dan término a su huelga de hambre tras 86 días de ayuno.[33]

### Situación de los huelguistas
Durante el desarrollo de la huelga los familiares de los detenidos denunciaron que los huelguistas estaban siendo torturados al interior de las cárceles por personal de gendarmería. Según informó Berna Castro, la doctora a cargo de la salud de los huelguistas, se estaba ocupando contra ellos técnicas de tortura similares a las que se usan en la cárcel de Guantánamo, como someterlos a golpizas y mantenerlos aislados y bajo oscuridad completa 23 horas al día.

## Manifestaciones de apoyo
A lo menos 84 personas de distintos ámbitos, han realizado manifestaciones de apoyo a la causa mapuche, ya sea realizando ayunos solidarios, como una treintena de religiosos de la Iglesia católica, o incluso replicando la huelga de hambre iniciada por los comuneros. Entre ellos destacan:
- Nicanor Parra (96 años),[37] poeta.
- Daniel Alcaíno (35 años), actor.
- Pedro Lemebel (55 años), escritor.

El 9 de septiembre de 2010, cuatro diputados decidieron iniciar una huelga de hambre en la cárcel de Temuco, en apoyo a los comuneros; Hugo Gutiérrez (PC), Tucapel Jiménez (PPD), Sergio Aguiló y Manuel Monsalve (PS). Ese mismo día fueron desalojados del recinto penal por Gendarmería de Chile, y continuaron la huelga en la sede de la CUT de la misma ciudad, hasta el 14 de septiembre, cuando finalizaron la medida tras reunirse con el obispo de Temuco, Manuel Camilo Vial.

## Reacciones internacionales
- Organización de las Naciones Unidas: el secretario general de la Organización de las Naciones Unidas, Ban Ki-moon, manifestó, el día 1 de octubre del 2010, su satisfacción por los avances en las negociaciones entre el Gobierno de Chile y los mapuches en huelga.[40]